# Il castello dei Pirenei
Il castello dei Pirenei è un romanzo filosofico scritto da Jostein Gaarder. 

## Trama
Due ex fidanzati si rincontrano a distanza di trent´anni e decidono di colmare il lungo silenzio che esplose tra loro iniziando una corrispondenza via e-mail. Stein è un climatologo, professore all'università e rappresenta la parte razionale e scettica; Solrun invece, professoressa di lingue straniere, ha una forte fede intrisa di elementi spiritualistici. Dalle loro divergenze nel modo di interpretare la vita nasce dunque una ricca dissertazione filosofica e scientifica, che prenderà buona parte del libro. Ma c'è un alone di mistero che li avvolge: perché i due protagonisti si lasciarono e non vollero più parlarsi, né vedersi, per così tanto tempo? Il romanzo, sempre sotto forma epistolare, diventa quindi un giallo, ed al contempo viene analizzato sempre più nel dettaglio il loro rapporto.